# Eugène Dupréel
Eugène Dupréel (né à Malines le 8 février 1879, mort à Ixelles le 14 février 1967) est un philosophe et sociologue belge. Il a enseigné à l’Université libre de Bruxelles de 1907 à 1950. Chef de file de l'« École de Bruxelles » et membre de l’Académie royale de Belgique, il est considéré comme l’un des « plus éminents philosophes belges de la première moitié du XXe siècle ».

## Biographie et vie privée
Eugène Dupréel est le fils de Gustave Edmond Dupréel, fonctionnaire à l’administration des chemins de fer et de Françoise Gérardine Lovenfosse. Dupréel reconnait dans son journal intime qu'il provient d'une famille bourgeoise mais, qu'il est contre le fait de classer les hommes. D’après Chaïm Perelman, Eugène Dupréel a donc toujours vécu comme un homme de classe moyenne.
En 1912, Eugène Dupréel se marie à Olga Maria Thrap Olsen, une norvégienne dont la famille résidait en Belgique. De cette union naîtra Jean Dupréel en 1913. Mais Olga Maria Thrap Olsen abandonne son époux et son fils peu de temps après la naissance de ce dernier. Eugène Dupréel élève alors seul son fils Jean avec l’aide de sa sœur, Stéphanie Dupréel.

## Parcours intellectuel

### 1. Formation
Eugène Dupréel fait ses études moyennes dans la section greco-latine de l’Athénée Royale d’Ixelles. Il y excelle dans les branches littéraires et il obtiendra le prix du Gouvernement destiné à récompenser le meilleur élève.
A l’issue de ses humanités et selon le désir de ses parents, il s’inscrit à l’Université libre de Bruxelles pour y faire des études de droit. Cependant, son goût pour la philosophie et l’histoire lui font abandonner le droit. À la suite de cela il s’inscrit en faculté de philosophie et lettres.
Dupréel fait d’abord des études en histoire à l’Université libre de Bruxelles (ULB). Il y soutient une thèse dirigée par Léon Vanderkindere et publiée sous le titre Histoire critique de Godefroid le barbu, duc de Lotharingie, marquis de Toscane (Uccle, Wauters, 1904).
Il abandonne aussitôt l’histoire pour la philosophie, attiré par l’enseignement de René Berthelot (1872-1960). Le jeune philosophe français, tout juste installé à Bruxelles, propose une « philosophie de la relation » inspirée de Platon et de Hegel. Berthelot exercera une profonde influence sur la pensée de Dupréel. C’est sous sa direction que celui-ci soutient en 1906 une thèse consacrée à Aristote, Kant et Renouvier, intitulée Essai sur les catégories (publiée la même année chez Lamertin, à Bruxelles).

### 2. Carrière académique
Dupréel commence à enseigner à l’ULB dès 1907, et devient professeur ordinaire en 1914. Il enseigne principalement l’histoire de la philosophie grecque, la métaphysique, la philosophie morale et la sociologie générale.
En 1906, Eugène Dupréel commence à enseigner en tant qu’intérimaire pour donner le cours d’histoire grecque à l’université libre de Bruxelles. En 1907, il est nommé chargé de cours pour l’enseignement de l’histoire grecque et de l’histoire de la philosophie en doctorat. Le 13 juillet de la même année il est chargé du cours de logique, d’étude approfondie des questions de logiques et le cours de métaphysique en remplacement de René Berthelot.  
En 1909, il est nommé professeur extraordinaire et promu à l’ordinariat en juillet 1914. Bien que rattaché à la faculté de philosophie et lettres, il enseignait également à partir de 1912 à la Faculté des sciences le cours de logique et de philosophie morale où il succédera à Hector Denis. En 1919, il est chargé du cours de morale dans sa faculté et il y dirigera également les exercices philosophiques. Cette même année il donnera les cours d’Etude approfondie des questions de morale et de logique ainsi que celui d’Encyclopédie de la philosophie et d’analyse critique d’un traité philosophique qui viennent s’ajouter à ses enseignements précédents. Ces nouvelles attributions l’autorisent à renoncer au cours de logique. En 1931, il se voit confier le cours d’étude approfondie de questions de sociologie et il est également désigné directeur du séminaire de sociologie et de celui de morale. En 1932, il est chargé de la méthodologie spéciale de la morale. En 1937, il collabore avec le professeur Erculisse pour le cours d’histoire de la pensée scientifique.
C’est ainsi qu’il produira son enseignement successivement et simultanément à la Faculté de philosophie et lettres et à la faculté des sciences mais aussi à l’Ecole de Pédagogie ainsi qu’à l’Ecole des sciences sociales sans oublier la Faculté de droit où il enseigna la morale aux candidats notaires. Il enseigne à l’Université jusqu’en 1949, année durant laquelle il devient professeur honoraire tout en gardant jusqu’en 1950 ces cours de sociologie général et d’étude approfondi de question de sociologie.
Le 18 février 1950, il part à la retraite. De nombreuses personnalités de l’université lui écriront des discours élogieux, notamment son grand ami Georges Smets qui fut directeur de l’Institut de Sociologie Solvay et Marcel Barzin, son élève et président de la faculté de philosophie et lettres de l’ULB.

## Son œuvre
La première étape dans la construction de la pensée d’Eugène Dupréel a été de réhabiliter les sophistes pour la première fois dans son ouvrage « La légende socratique et les sources de Platon » en 1922. Les sophistes, contemporains de Socrate, étaient des orateurs ambulants qui donnaient des cours durant lesquels ils apprenaient à leurs disciples l’argumentation et la rhétorique. L’apport des sophistes a été de considérer que puisque l’on peut argumenter tout et son contraire, personne ne détient la vérité. Ils étaient mal perçus à l’époque, notamment par Socrate.
Dupréel va réhabiliter les sophistes en disant que ce sont eux qui ont raison au contraire des philosophes. D’après Dupréel, les philosophes de l’époque n’avaient pour but que de trouver une vérité, la vérité nécessaire. Eugène Dupréel, en réhabilitant les sophistes enseigne au contraire qu’il n’existe pas une seule vérité, une seule façon de penser. Autrement dit, les sophistes ont raison par rapport aux philosophes car personne n’est propriétaire de la vérité.  
Eugène Dupréel est également le penseur du pluralisme, notamment du pluralisme moral. D’après le pluralisme moral de Dupréel, il n’y a pas une seule idée de ce qu’est le bien. Il n’y a pas une idée vraie du bien contre toutes les autres idées qui seraient fausses. Il n’y a pas un bien unique et total mais bien des valeurs « irréductiblement multiples, hiérarchisées et d'application universelle, car toute action est choix de valeur». En tant qu’individu, nous sommes toujours influencés par les choix des autres personnes qui nous entourent.

## Fonctions exercées au sein de l’Université Libre de Bruxelles
En dehors de ces nombreuses activités touchant à l’enseignement au sein de l’Université, Dupréel a également occupé des postes importants.
En effet, il fut d’abord secrétaire de la faculté de philosophie, le président de l’Ecole des sciences politiques et sociales de l’ULB et enfin, il fut membre du Comité scientifique de l’institut de sociologie.  
Il sera également président de l’école de Pédagogie et directeur du stage pédagogique pour la section de philosophie et collaborateur du professeur Erculisse dans le cadre du cours d’histoire de la pensée scientifique de 1937 à 1939.
Juste avant la seconde guerre mondiale, il sera délégué de l’Ecole de pédagogie au Conseil Académique, Directeur de la section de morale et de sociologie et de la section d’histoire de la philosophie de l’institut de philosophie et membre du comité de l’Institut de sociologie Solvay. Il arrêtera ses activités durant la guerre et ne reprendra qu’en 1945 où il sera nommé président de la faculté de philosophie et lettres et membre du comité directeur de l’institut de sociologie pour 3 ans. Pour finir, en 1948, Il sera membre titulaire de la commission de bibliothèque.  

## Fonctions exercées hors de l'Université Libre de Bruxelles
Malgré les fonctions importantes que Dupréel a pu exercer à l’Université Libre de Bruxelles, il occupa quelques postes importants en dehors de celles-ci également.  
Ainsi, en 1909, Eugène Dupréel est l’un des fondateurs de la société belge de philosophie, Société dont il deviendra président d’honneur en 1950. Il sera également directeur de la section philosophie de l’Institut des Hautes Etudes de Belgique entre 1927 et 1934.  
En 1930 il fut également président de la Société Belge de sociologie. Il en deviendra président d’honneur en 1950.
Dupréel est élu correspondant de l’Académie royale de Belgique en 1927, puis membre titulaire en 1939. Il sera également élu correspondant de l’Institut de France (Académie des sciences morales et politiques) en 1936, puis membre associé en 1958. Il aura fait toute sa carrière à l’ULB, où il accède à l’honorariat en 1949.

## Postérité
Dupréel a exercé une influence majeure sur la pensée de son élève Chaïm Perelman, philosophe et logicien belge, fondateur de la Nouvelle Rhétorique, qui a décrit Dupréel comme un « brillant professeur, initiateur incomparable à la pensée philosophique ayant captivé de nombreuses générations d’auditeurs ». Perelman a mis à profit certaines de ses idées maîtresses, comme sa théorie des notions confuses, sa critique du rationalisme philosophique et la notion de raisonnable, opposée à celle du rationnel.

Le philosophe et épistémologue Gaston Bachelard reprend les idées de Dupréel sur la causalité et le temps dans son ouvrage La Dialectique de la durée, ch. V. Il écrit : 
« À méditer la méthode de M. Dupréel, on est bien vite conquis par la clarté qu'apportent des exemples familiers. Pour notre part, en lisant les œuvres de M. Dupréel nous avons été encouragé à poursuivre notre méthode, à première vue périlleuse, qui revient à expliquer l'inférieur par le supérieur, le temps vécu par le temps pensé. »

## Principaux ouvrages
(Pour une bibliographie complète, se reporter à la « Notice sur Eugène Dupréel » de Chaïm Perelman, 1980, p. 71-84)
- Essai sur les catégories, Bruxelles, Lamertin, 1906.
- La légende socratique et les sources de Platon, Bruxelles, Edit. Stand, 1912.
- Le rapport social : Essai sur l’objet et la méthode de la sociologie, Paris, Alcan, 1912.
- Théorie de la consolidation, Bruxelles, 1932.
- Traité de morale, 2 vol., Bruxelles, Éditions de la Revue de l’Université, 1932.
- La cause et l'intervalle ou ordre et probabilité, Bruxelles, 1933.
- « La probabilité ordinale », 1934.
- Esquisse d’une philosophie des valeurs, Paris, Alcan, 1939.
- Sociologie générale, Paris, Presses universitaires de France, 1948.
- Les Sophistes, Neufchâtel, Editions du Griffon, 1948.
- Essais pluralistes, recueil d’articles, Paris, Presses universitaires de France, 1949.

## Prix et distinctions
Durant sa vie, Dupréel, obtient de nombreux prix et distinctions pour son travail. En effet, en 1899-1901, il est le premier lauréat du concours universitaire d’histoire. En 1948 il est également lauréat du prix « Paul-Pelliot » pour son livre « Sociologie générale». En 1950, il est nommé Docteur honoris causa à l’Université de Poitiers et à l’université de Paris. Cette même année, il gagne le prix du concours décennal des sciences philosophiques (1938-1947) de l’Académie royale de Belgique pour l’ensemble de son œuvre et notamment pour « Esquisse d’une philosophie des valeurs. »  